# Olavo de Castro Fontoura
Olavo de Castro Fontoura (Bragança Paulista, 5 de dezembro de 1910 - São Paulo, 9 de março de 1968) foi um empresário, piloto, político e químico farmacêutico, filho de Cândido Fontoura. Faleceu aos 57 anos em uma acidente de helicóptero.

## História
Nascido em Bragança Paulista, filho do industrial Cândido Fontoura, Olavo Fontoura foi enviado pelo pai para estudar química na Millikin University em Decatur (Illinois). Após formar-se em 1932, ingressou na Universidade Mackenzie. Algum tempo depois, transferiu-se para a Faculdade de Farmácia e Odontologia de São Paulo da Universidade de São Paulo, formando-se em farmácia em 1939. Durante a Segunda Guerra  Mundial Fontoura foi convocado por ser oficial da reserva da aviação do exército e ingressou na recém criada Força Aérea Brasileira (FAB). Na FAB, participou da Batalha do Atlântico, efetuando patrulhas no litoral brasileiro e o traslado de novas aeronaves. Ao final da guerra, Fontoura ingressou no laboratório da família (Instituto Medicamento Fontoura).
Atraído para a política por Ademar de Barros, passou a ser um colaborador financeiro de suas campanhas. Com isso, acabou nomeado membro da Casa Civil nos governos do interventor José Carlos de Macedo Soares (1945-47) e no de Ademar (1948). Por algum tempo, Fontoura presidiu a empresa estatal VASP, onde acabou envolvido em uma controvérsia. Em 1949 a VASP, sob sua presidência, adquiriu a Aerovias Brasil. Mas a VASP acabou desistindo do negócio e, quatro meses depois, revendeu a empresa para uma sociedade formada pelo governador Ademar e o próprio Olavo. Em 1952 Olavo vendeu sua parte na sociedade e a empresa passou ao controle de Ademar.
Em 1949 participou ativamente ao lado do pai da negociação que culminou na associação de sua empresa farmacêutica com o laboratório estadunidense Wyeth. Nos anos 1950 tornou-se amigo de Jânio Quadros (desafeto e maior concorrente de Ademar) e acabou ingressando no Partido Trabalhista Nacional. Em 1955 participou de uma grande comitiva de Jânio que visitou o Centro-Oeste, em preparação para a Eleição presidencial de 1960. Incentivado por Jânio, candidatou-se ao cargo de deputado federal por São Paulo. Fontoura acabou elegendo-se com 38.605 votos pelo PTN. Tomou posse de seu mandato na 41ª Legislatura em 1 de fevereiro de 1959.
Ao final do mandato na Câmara, desistiu da reeleição e, apoiado por Ademar- mais uma vez governador de São Paulo-, concorreu ao cargo de prefeito de São Bernardo do Campo, onde sua empresa possuía filial dos laboratórios Fontoura-Wyeth. Mesmo obtendo 13.315 votos, perdeu a eleição para Higino Batista de Lima, que (apoiado pelo ex prefeito Lauro Gomes) obteve 16.015 votos. Após a derrota, desistiu da política e voltou-se para a gestão do grupo empresarial familiar. Em 9 de março de 1968, seu helicóptero Hughes 300 sofreu uma falha que acabou derrubando-o sobre uma residência na Rua Aústra, 393 no Jardim Europa, cidade de São Paulo. Com a queda Olavo Fontoura sofreu morte instantânea.

### Corsário

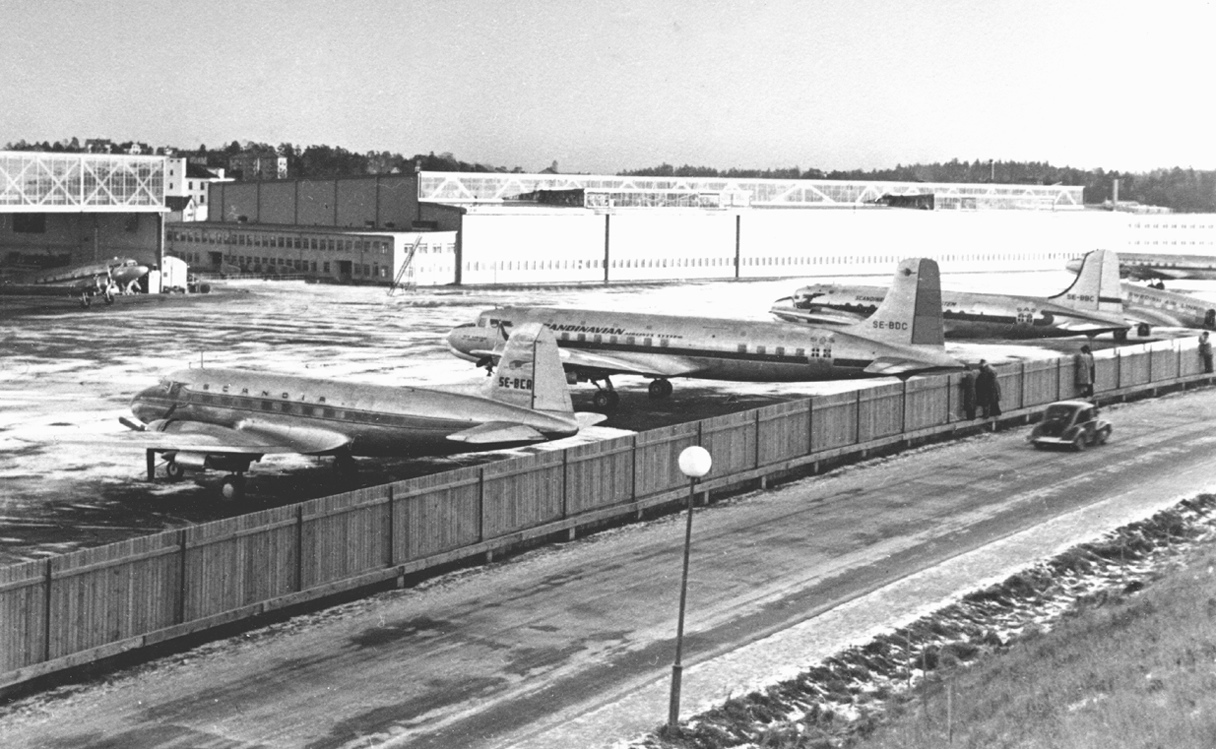
O protótipo do SAAB 90 Scandia (SE-BCA) na Suécia em 1948. Alguns anos mais tarde acabou adquirido por Olavo Fontoura, que o batizou "Corsário".

Olavo Fontoura foi um dos primeiros milionários brasileiros a contar com uma aeronave privativa de luxo. Adquirida e registrada em nome dos Laboratórios Fontoura-Wyeth, a aeronave Saab 90 Scandia prefixo PT-ARS foi batizada de "Corsário". Uma particularidade da mesma era o fato de ter sido a aeronave protótipo do Scandia. Fontoura transportou políticos e celebridades (como Assis Chateaubriand, Hugo Gouthier, entre outros) no "Corsário" ao longo dos anos 1950 e 1960 até a sua morte. Após sua morte, a aeronave passou anos abandonada em um hangar do Campo de Marte até ser vendida para um empresário que propôs transformá-la em um restaurante temático em Franca. No fim, acabou sofrendo um incêndio criminoso que a destruiu completamente.